# Стромилов, Сергей Семёнович
Серге́й Семёнович Стромилов (1856 — 1911) — александровский уездный предводитель дворянства, член Государственного совета по выборам.

## Биография
Православный. Из старинного дворянского рода. Землевладелец Тверской и Владимирской губерний (родовое имение более 1000 десятин).
По окончании Тверского кавалерийского училища в 1877 году, выпущен был корнетом в 1-й гусарский Сумский полк, с которым вступил в русско-турецкую войну. За отличие был награждён орденом св. Станислава 3-й степени с мечами и бантом. С 1879 года был членом полкового суда и заведующим оружием полка.
В 1882 году вышел в запас в чине поручика и поселился в своем родовом имении, где посвятил себя сельскому хозяйству и общественной деятельности. Избирался гласным Александровского уездного и Владимирского губернского земских собраний, депутатом дворянства Александровского уезда, почетным мировым судьей Калязинского уезда Тверской губернии и Александровского уезда. Был участковым мировым судьей Александровского уезда (1884—1890) и земским начальником 4-го участка того же уезда (1887—1895).
В 1895 году был избран александровским уездным предводителем дворянства, в каковой должности оставался до конца жизни. Кроме того, состоял попечителем детского приюта в Александрове, а также почетным попечителем церковно-приходских школ и школ грамоты в Александровском уезде. В 1904 году был произведен в действительные статские советники, а в 1910 году — пожалован в камергеры. В том же году был избран почетным гражданином Александрова. Был членом «Русского собрания», участвовал в съездах Объединенного дворянства в качестве уполномоченного владимирских дворян.
18 июня 1909 года избран членом Государственного совета от Владимирского земства на место Н. А. Ясюнинского. Входил в правую группу. Состоял членом финансовой комиссии.
Умер холостым в 1911 году. Был похоронен на кладбище Успенского монастыря Александрова.

## Награды
- Орден Святого Станислава 3-й ст. с мечами и бантом
- Орден Святого Станислава 2-й ст. (1898)
- Орден Святого Владимира 4-й ст. (1901)
- Орден Святой Анны 2-й ст. (1907)
- Орден Святого Станислава 1-й ст. (1910)

Иностранные:
- румынский Железный крест.